# 髙橋海人
髙橋 海人（たかはし かいと、1999年〈平成11年〉4月3日 - ）は、日本のアイドル、俳優、漫画家。男性アイドルグループ・King & PrinceおよびMr.KINGのメンバー。
神奈川県出身。所属事務所はKing & Prince株式会社で、STARTO ENTERTAINMENTとグループエージェント契約を締結している。

## 来歴
保育園の年長からダンスを始め、2008年にダンスグループを結成してコンテストに参加。全国大会の静岡予選で優勝したことがあり、毎週土日にコンテストに参加し、1年間で10数回優勝した経験を持つ。その後ダンスグループを抜け、中学1年生からはダンサーのNOPPO（s**t kingz）のもとで約2年間ダンスを学んだ。また2010年にはバックダンサーとしてSMAPの5大ドームツアーにも参加した。
親が履歴書を送り、オーディションを経て2013年7月にジャニーズ事務所に入所。2015年6月にテレビ朝日のイベント『テレビ朝日・六本木ヒルズ 夏祭り SUMMER STATION』の公式応援サポーターとして期間限定ユニット・Mr.King vs Mr.Princeが結成され、Mr.Kingのメンバーに選ばれる。ユニットは継続することが発表され、2016年以降はMr.KINGのメンバーとして活動を続ける。
2018年5月23日、King & Princeとしてシングル『シンデレラガール』でCDデビューした。
同年5月号から小学館のコミック『ベツコミ』で、漫画家にインタビューを行うなどして漫画の描き方を学び、漫画家を目指す「アイドル、ときどき少女まんが家。」を連載していたが、その集大成として、2019年5月号の同誌に14ページの描き下ろしの少女マンガ「僕のスーパーラブストーリー!!〜王子と男子は紙一重!?〜」を掲載。ジャニーズで初めて少女マンガ家デビューを果たした。
2022年1月1日放送のバラエティー番組『King & Princeる。』（日本テレビ系）で「非ニュートン流体の上で走り続けた最長タイム」に挑戦し、1分6秒49の新記録を達成、ギネス世界記録保持者となった。
2023年8月24日、テレビドラマ『だが、情熱はある』で、第116回ザテレビジョンドラマアカデミー賞 主演男優賞を受賞した。

## 人物
「海人」という名前は父親が命名。祖母が「玲音（れおん）」という名前を考えていたが、父親が海好きだったことから「海人」になった。
2歳上の姉が踊っていたよさこいを見てダンスをやりたいと思い、「やってみな」という父親の一言でダンスを習い始める。実際に始めると父親はスパルタで、父親が帰ってきた時にダンスの練習をしていないと「ぶっ飛ばされる」「ボコされた」ほど厳しく、怒られないように必死でやり、時には恐怖心から家出をすることもあった。デビューしてからは優しくなったという。

## 受賞歴
2023年
- 第116回ザテレビジョンドラマアカデミー賞 主演男優賞（『だが、情熱はある』）

## 出演
グループでの出演はジャニーズJr.#出演、King & Prince#出演を参照。個人での出演のみ記載。

### 舞台
- DREAM BOYS JET（2013年9月5日 - 29日、帝国劇場）[24]
- JOHNNYS' 2020 WORLD -ジャニーズ トニトニ ワールド- （2013年12月7日 - 2014年1月27日、帝国劇場）[24]
- ジャニーズ銀座 2014（2014年5月24・25・31日、6月1日、シアタークリエ）[25]
- DREAM BOYS（2014年9月4日 - 30日、帝国劇場）[26]
- 2015新春 JOHNNYS' World（2015年1月1日 - 27日、帝国劇場）[27]
- ジャニーズ銀座 2015〔A公演〕（2015年4月24日 - 26日・5月30日 - 6月1日、シアタークリエ）[28][29]
- DREAM BOYS（2016年9月3日 - 30日、帝国劇場） - Johnnys’5 役[30]
- JOHNNYS' IsLAND（2019年12月8日 - 2020年1月27日、帝国劇場）

### バラエティ
- ガムシャラ!（2014年4月12日 - 2016年4月3日、テレビ朝日）[31]
- Rの法則（2016年10月 - 2018年4月、NHK Eテレ）[32]
- 痛快TVスカッとジャパン《胸キュンスカッと》「優等生とダメガール」（2018年5月28日、フジテレビ） - 中原真輔 役[33][34]
- 坂上どうぶつ王国（2018年10月12日 - 、フジテレビ）[35][36]

### テレビドラマ
- 部活、好きじゃなきゃダメですか?（2018年10月23日〔22日深夜〕 - 12月24日〔23日深夜〕、日本テレビ） - 主演・西野 役[注 1][37]
- ブラック校則（2019年10月14日 - 11月25日、日本テレビ） - 月岡中弥 役[38]
- 姉ちゃんの恋人（2020年10月27日 - 12月22日、関西テレビ・フジテレビ） - 安達和輝 役[注 2][40][41]
- ドラゴン桜 第2シリーズ（2021年4月25日 - 6月27日、TBS） - 瀬戸輝 役[42]
- 未来への10カウント（2022年4月14日 - 6月9日、テレビ朝日） - 伊庭海斗 役[43]
- ボーイフレンド降臨!（2022年10月15日 - 12月17日、テレビ朝日） - 主演・アサヒ 役[44][45]
- だが、情熱はある（2023年4月9日 - 6月25日、日本テレビ） - 主演・若林正恭 役（森本慎太郎とW主演）[46]
- 95（2024年4月8日 - 6月10日、テレビ東京） - 主演・広重秋久（Q） 役[47][48]
- わが家は楽し（2025年3月13日、TBS） - 平山和夫 役[49]
- DOPE 麻薬取締部特捜課（2025年7月4日 - 、TBS） - 主演・才木優人 役（中村倫也とW主演）[50][51]

### CM
- UHA味覚糖「特濃ミルク8.2」（2021年10月16日 - ）[52]
- ユニバーサルミュージック「#ぼくらの夏曲キャンペーン」（2024年7月4日 - ）[53]
- Torriden（2025年3月13日 - ） - ブランドアンバサダー[54]
- エトロ（2025年4月3日 - ） - グローバルアンバサダー[55]
- 丸亀製麺「丸亀うどーなつ」（2025年4月10日 - ） - アンバサダー[56]

### サポーター
- THE DANCE DAY（2024年） - 大会サポーター[57]

### 映画
- ブラック校則（2019年11月1日公開） - 月岡中弥 役[38]
- アキラとあきら（2022年8月26日公開） - 階堂龍馬 役[58]
- Dr.コトー診療所（2022年12月16日公開） - 織田判斗 役[59]
- おーい、応為（2025年10月17日公開予定） - 渓斎英泉 役[60]
- 君の顔では泣けない（2025年11月14日公開予定） - 水村まなみ 役[61][62][63]

### ラジオ
- J-WAVE SELECTION WISH & MUSIC（2019年7月7日、J-WAVE） - 神宮寺勇太とナビゲーター[64]

### ネット配信
- King & Prince 高橋海人 in イタリア・ミラノ 〜僕のやらなくてもいい、やりたいこと〜（2025年5月17日 - 6月14日予定、Hulu）[65]

### コンサート
- ガムシャラ J's Party !! Vol.1（2014年2月1日 - 2日、EXシアター六本木）[25]
- ガムシャラ J's Party !! Vol.3（2014年4月16日 - 17日、EXシアター六本木）[66]
- ガムシャラ Sexy 夏祭り !!〔チーム武〕（2014年7月30日 - 8月10日、EXシアター六本木）[25]
- サマステ ジャニーズキング〔髙橋海人・Snow Man・Love-tune〕（2016年8月17日 - 25日、EXシアター六本木）[67]

### イベント
- s**t kingz Fes 2024 ももたろう（2024年7月27日・28日、横浜BUNTAI） - シークレットゲスト[10]
- D.U.N.K. Showcase in K-Arena Yokohama（2025年1月12日・13日、Kアリーナ横浜）[68]
- HOKUSAI-ぜんぶ、北斎のしわざでした。展（2025年9月13日 - 11月30日〈予定〉、CREATIVE MUSEUM TOKYO） - アンバサダー / 音声ガイド[69]

### ミュージック・ビデオ
- Sexy Zone「バィバィDuバィ〜See you again〜/A MY GIRL FRIEND」（2013年）[6]

## 書籍

### 雑誌連載
- アイドル、ときどき少女まんが家。（『ベツコミ』2018年5月号 - 、小学館）[70]

### 漫画
- 僕のスーパーラブストーリー!!〜王子と男子は紙一重!?〜（『ベツコミ』2019年5月号、小学館）[16][17]
- ジャニーズと僕（『ベツコミ』2019年8月号 - 2022年5月号、小学館）[71][72]

## 振付楽曲/コレオグラフィー
King & Prince
- 「BUBBLES & TROUBLES」
- 「Body Paint」
- 「NANANA」（平野紫耀との共作）

Travis Japan
- +81 DANCE STUDIO「SHAKE (SMAP)」